# Autonomia
Pojęcie autonomia pochodzi od starogreckiego αυτονομία, (αὐτονομία) autonomía – możliwość stanowienia norm samemu sobie, samodzielność prawna. Dziś używa się go w zależności od dyscypliny (gospodarka, prawo, polityka) lub kontekstu w znaczeniu suwerenność, niezawisłość, niezależność, samorządność (całkowita lub częściowa). Dotyczy zarówno zbiorowości, jak jednostek (samodzielność w decydowaniu o sobie, w etyce – niezależność od innych norm niż własne sumienie).

## Autonomia polityczna
Autonomia polityczna oznacza samozarządzanie częścią lub całością terytorium kraju, w zakresie wyznaczonym przez konstytucję. Inaczej: zasada ograniczenia zakresu ingerencji władz państwa w sferę praw zastrzeżonych do kompetencji organów wyłanianych przez mniejszości polityczne. Dzięki autonomii politycznej władze nie mają pełnej kontroli oraz nie mogą ingerować, wtrącając się do praw zastrzeżonych przez ludzi wyłonionych przez mniejszość polityczną.
Autonomiczne parlamenty i rządy prowadzą działalność pod nadzorem organów centralnych. Statut autonomii jest ustanawiany i uchwalany przez organ ogólnopaństwowy, najczęściej przez parlament.

### Warunki autonomii politycznej
O powstaniu autonomii decydują m.in.:
1. uwarunkowania geograficzne – wyspiarskie położenie (np. Grenlandia, terytorium zależne Danii)
2. uwarunkowanie historyczne – np. w Szkocji
3. uwarunkowanie narodowościowe – np. w hiszpańskiej Katalonii i Baskonii
4. uwarunkowanie językowe – np. we włoskiej Dolinie Aosty i Friulii, należy tu też Trydent-Górna Adyga
5. uwarunkowanie ekonomiczne – np. na Sycylii i w hiszpańskiej Andaluzji
6. uwarunkowanie geopolityczne – np. w irackim Kurdystanie

### Obszary autonomiczne w historii Polski
W okresie międzywojennym obszarem autonomicznym wchodzącym w skład Polski było województwo śląskie, co określał Statut Organiczny Województwa Śląskiego.
Od autonomii odróżnić należy będące osobnym podmiotem prawa międzynarodowego Wolne Miasto Gdańsk (WMG) którego status regulowała Konwencja polsko-gdańska (1920).

## Autonomia prawa
Autonomia prawa oznacza niezależność prawa od innego rodzaju bytów (np. polityki czy moralności). Problem znaczenia i zakresu autonomii prawa jest bardzo istotny dla teorii, filozofii i socjologii prawa. Szczególnym przypadkiem autonomii prawa jest autonomia prawa podatkowego.